# Albert Young
Albert "Al" Young (Baviera, Alemania, 28 de septiembre de 1877–San Francisco, California, EUA, 22 de julio de 1940) fue un boxeador germano–estadounidense. Participó en los Juegos Olímpicos de San Luis 1904 y conquistó una medalla de oro en la categoría de peso wélter. En sus años posteriores fue un promotor de este deporte.